# SV Ried
Az SV Ried egy osztrák labdarúgóklub, melynek székhelye Ried im Innkreisben található. 2025 nyara óta az Osztrák labdarúgó-bajnokság első osztályában szerepel.
Hazai mérkőzéseit a 7680 fő befogadására alkalmas Keine-Sorgen Arenaban játssza. A szponzor (Josko Fenster) jóvoltából a csapat hivatalos neve: SV Josko Fenster Ried.
A klubot 1912. május 5-én alapították portvereinigung Ried néven. Regionális bajnokságokban szerepelt egészen 1991-ig, amikor a nemzeti bajnokságba jutottak. A bundesligaban 1995-ben debütáltak. Első legnagyobb eredményük volt, hogy 1998-ban sikerült megnyerniük az osztrák kupát, ahol a döntőben sikerült legyőzniük a Sturm Grazot 3–1 arányban. A 2003-as szezon végén, nyolc év után búcsúzni kényszerültek az élvonaltól. Két évvel később 2005. május 23-án az Kapfenberger SV felett aratott 3–2-es győzelemmel azonban megnyerték az első osztályt és ismét a bundesligában folytathatták szereplésüket. A 2005/06-os idényben a megszerzett negyedik hellyel az eddigi legjobb helyezését érte el a Ried. Ezt az eredményt egy évvel később sikerült felülmúlni, amikor is a dobogó második fokán végzett az együttes.
2011-ben története során másodjára hódította el az osztrák kupa serlegét. A döntőben az Austria Lustenau gárdáját sikerült legyőzniük 2–0-ra.

## Sikerek
- Osztrák Bundesliga
  - 2. hely (1): 2006–07
- Osztrák First League
  - 1. hely (2): 2004–05 , 2019–20 , 2024–25
- Osztrák kupa
  - 1. hely (2): 1997–98, 2010–11
- UEFA Intertotó-kupa
  - 1. hely (1): 2006

## Jelenlegi keret
2024. október 17-i állapot szerint
| #  |     | Poszt | Név                  |
| -- | --- | ----- | -------------------- |
| 1  | AUT | K     | Andreas Leitner      |
| 3  | GHA | V     | Lumor Agbenyenu      |
| 5  | JPN | V     | Háfuná Nikki         |
| 6  | DOM | V     | Thomas Jungbauer     |
| 7  | SLO | KP    | Nik Marinšek         |
| 8  | AUT | KP    | Martin Rasner        |
| 9  | GER | CS    | Saliou Sané          |
| 10 | AUT | CS    | Mark Große           |
| 12 | AUT | CS    | Ante Bajic           |
| 14 | AUT | CS    | Marco Untergrabner   |
| 15 | AUT | CS    | Philip Weissenbacher |
| 16 | AUT | V     | Benjamin Sammer      |

| #  |     | Poszt | Név               |
| -- | --- | ----- | ----------------- |
| 17 | AUT | KP    | Philipp Pomer     |
| 18 | AUT | KP    | Fabian Rossdorfer |
| 19 | AUT | CS    | David Berger      |
| 21 | AUT | V     | David Bumberger   |
| 23 | AUT | KP    | Michael Sollbauer |
| 26 | AUT | KP    | Jonas Mayer       |
| 28 | CIV | CS    | Wilfried Eza      |
| 29 | RSA | KP    | Antonio van Wyk   |
| 30 | GER | V     | Oliver Steurer    |
| 31 | AUT | V     | Fabian Wohlmuth   |
| 34 | AUT | K     | Dominik Stöger    |
| 43 | AUT | KP    | Nemanja Čelić     |
| 77 | AUT | K     | Felix Wimmer      |

## Európai kupákban való szereplés
S = Selejtező
Rj  = Rájátszás
| Szezon  | Versenykiírás               | Forduló     | Nemzet  | Klub              | Hazai | Vendég | Összesítés |
| ------- | --------------------------- | ----------- | ------- | ----------------- | ----- | ------ | ---------- |
| 1996    | UEFA Intertotó-kupa         | 4. csoport  | POL     | Zagłębie Lubin    |       | 1–2    |            |
| 1996    | UEFA Intertotó-kupa         | 4. csoport  | DEN     | Silkeborg IF      | 0–3   |        |            |
| 1996    | UEFA Intertotó-kupa         | 4. csoport  | Wales   | Conwy United FC   |       | 2–1    |            |
| 1996    | UEFA Intertotó-kupa         | 4. csoport  | Belgium | RSC Charleroi     | 1–3   |        |            |
| 1997    | UEFA Intertotó-kupa         | 12. csoport | GRE     | Iraklis Saloniki  | 3–1   |        |            |
| 1997    | UEFA Intertotó-kupa         | 12. csoport | Málta   | Floriana          |       | 2–1    |            |
| 1997    | UEFA Intertotó-kupa         | 12. csoport | Grúzia  | Merani-91 Tbilisi | 1–3   |        |            |
| 1997    | UEFA Intertotó-kupa         | 12. csoport | RUS     | Torpedo Moszkva   |       | 0–2    |            |
| 1998/99 | Kupagyőztesek Európa-kupája | 1           | HUN     | MTK Budapest      | 2–0   | 1–0    | 3–0        |
| 1998/99 | Kupagyőztesek Európa-kupája | 2           | ISR     | Maccabi Haifa     | 2–1   | 1–4    | 3–5        |
| 2001    | UEFA Intertotó-kupa         | 1           | Grúzia  | WIT Georgia       | 2–1   | 0–1    | 2–2        |
| 2006    | UEFA Intertotó-kupa         | 2           | Grúzia  | Dinamo Tbilisi    | 3–1   | 1–0    | 4–1        |
| 2006    | UEFA Intertotó-kupa         | 3. kör      | Moldova | FC Tiraspol       | 3–1   | 1–1    | 4–2        |
| 2006/07 | UEFA-kupa                   | 2S          | SUI     | Sion              | 0–0   | 0–1    | 0–1        |
| 2007/08 | UEFA-kupa                   | 1S          | AZE     | Neftchi Baku      | 3–1   | 1–2    | 4–3        |
| 2007/08 | UEFA-kupa                   | 2S          | SUI     | Sion              | 1–1   | 0–3    | 1–4        |
| 2011/12 | Európa-liga                 | 3S          | DEN     | Brøndby IF        | 2–0   | 2-4    | 4-4        |
| 2011/12 | Európa-liga                 | Rj          | NED     | PSV               | 0-0   | 0-5    | 0-5        |

## Nevesebb játékosok
- Dietmar Berchtold
- Ronald Brunmayr
- Ernst Dospel
- Sanel Kuljic
- Hamdi Salihi
- Christophe Lauwers
- Andrzej Lesiak
- Christian Mayrleb
- Rastislav Michalik
- Tomasz Rzasa
- Szo Dzsongvon
- Ibrahima Sidibe
- Maciej Śliwowski
- Milan Timko
- Marco Villa
- Miodrag Vukotic